# 科利科湖
39°05′08″S 71°58′22″W / 39.08556°S 71.97278°W

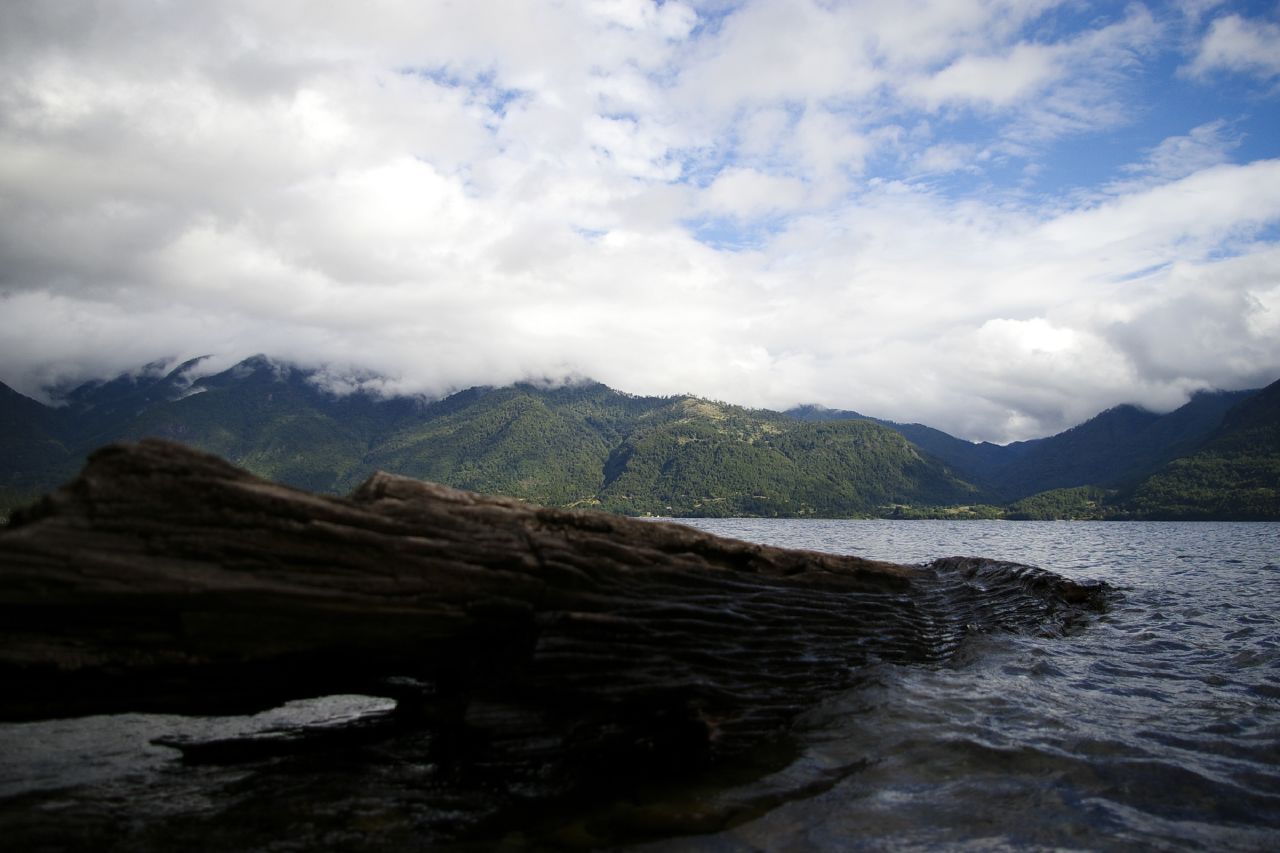

科利科湖是智利的湖泊，位於該國南部，由阿勞卡尼亞大區負責管轄，面積56平方公里，海拔高度500米，深度416米，該地區的主要經濟活動有旅遊業、漁業和林業。